# Barwinka gołogłowa
Barwinka gołogłowa (Pyrilia aurantiocephala) – gatunek ptaka z rodziny papugowatych (Psittacidae). Występuje endemicznie w północno-środkowej Brazylii – we wschodniej części stanu Amazonas i zachodniej części stanu Pará. Długość ciała około 23 cm.
Systematyka
Gatunek ten został naukowo opisany w 2002. Pierwotnie zaliczony do rodzaju Pionopsitta (przez tych samych autorów), ale po zrewidowaniu włączono go do rodzaju Gypopsitta. Obecnie (2022) Międzynarodowy Komitet Ornitologiczny i inni autorzy umieszczają go w rodzaju Pyrilia. Nie wyróżnia się podgatunków. Początkowo uznano barwinki gołogłowe za młodociane barwinki sępie (Pyrilia vulturina), jednak łatwo odróżnić barwinki gołogłowe dzięki ich nagiej pomarańczowej głowie.
Ekologia i zachowanie
Występuje w nizinnych (do 300 m n.p.m.) lasach galeriowych oraz lasach mieszanych rosnących na glebach zawierających biały piasek. Widywana pojedynczo, w parach lub małych stadach do 10 osobników.
Żywi się nasionami, owocami i prawdopodobnie larwami błonkówek z galasów.
Status i zagrożenia
Międzynarodowa Unia Ochrony Przyrody (IUCN) uznaje barwinkę gołogłową za gatunek bliski zagrożenia (NT – near threatened) nieprzerwanie od 2004. Całkowitą liczebność populacji wstępnie oceniono na ponad 10 tysięcy osobników, jednak nie są to dane potwierdzone. Trend liczebności populacji uznawany jest za spadkowy. Główne zagrożenie to utrata siedlisk wskutek wylesiania Amazonii. Gatunek ten jest ujęty w II załączniku konwencji waszyngtońskiej (CITES).